# Майр, Эрнст
Эрнст Вальтер Майр (нем. Ernst Walter Mayr, 5 июля 1904 — 3 февраля 2005) — американский биолог германского происхождения.
Член Национальной академии наук США (1954), иностранный член Лондонского королевского общества (1988), Французской академии наук (1989).

## Труды
Разрабатывал проблемы систематики, прежде всего, концепцию биологического вида. Работы Майра — в особенности «Систематика и происхождение видов» (1942) — оказали существенное влияние на развитие синтетической теории эволюции, явившейся синтезом генетики и концепций эволюции, восходящих к Чарльзу Дарвину.
Майр также исследовал механизмы видообразования. Ему принадлежит открытие механизма и создание теории перипатрического видообразования.
Как зоолог и натуралист Майр уделял особое внимание орнитологии. Его теоретические изыскания в вопросах систематики, биологической вариативности, видообразования и других во многом базировались на изучении птиц.
Кроме того, Майру принадлежат работы по истории науки (в частности, по истории биологии) и философии биологии.
Он автор магистрального труда в почти тысячу страниц The Growth of Biological Thought (1982).

## Награды
- 1958 — Медаль Дарвина−Уоллеса
- 1965 — Медаль Брюстера
- 1967 — Медаль Даниэля Жиро Эллиота
- 1969 — Национальная научная медаль США
- 1977 — Медаль Линнея
- 1983 — Премия Бальцана
- 1983 — Медаль Айзенмана[англ.]
- 1984 — Медаль Дарвина
- 1985 — Мессенджеровские лекции
- 1994 — Международная премия по биологии
- 1995 — Медаль Годмана−Сэльвина[англ.]
- 1999 — Премия Крафорда
- 2000 — Loye and Alden Miller Research Award[англ.]
- 2001 — Golden Plate Award[англ.], Academy of Achievement[англ.]
- 2003 — Медаль Тревирануса[нем.]